# Space Science Reviews
Space Science Reviews est une revue scientifique à comité de lecture spécialisée dans la recherche spatiale. Elle est créée en juin 1962 et est publiée par Springer en anglais, néerlandais, français, allemand et russe, avec des résumés en anglais. Elle est imprimée six fois par an avant 1985 puis en huit volumes de quatre numéros par an dès lors,,,.  